# 磅士卑
磅士卑（Kampong Speu）位于柬埔寨南部，是磅士卑省的首府。
“Speu”在高棉语中意为杨桃，但磅士卑以出产棕榈糖和酒而闻名。北緯11.27.28 東經104.30.31